# Estela (monument)
|  | Aquest article tracta sobre Estela (monument). Vegeu-ne altres significats a «Estela». |

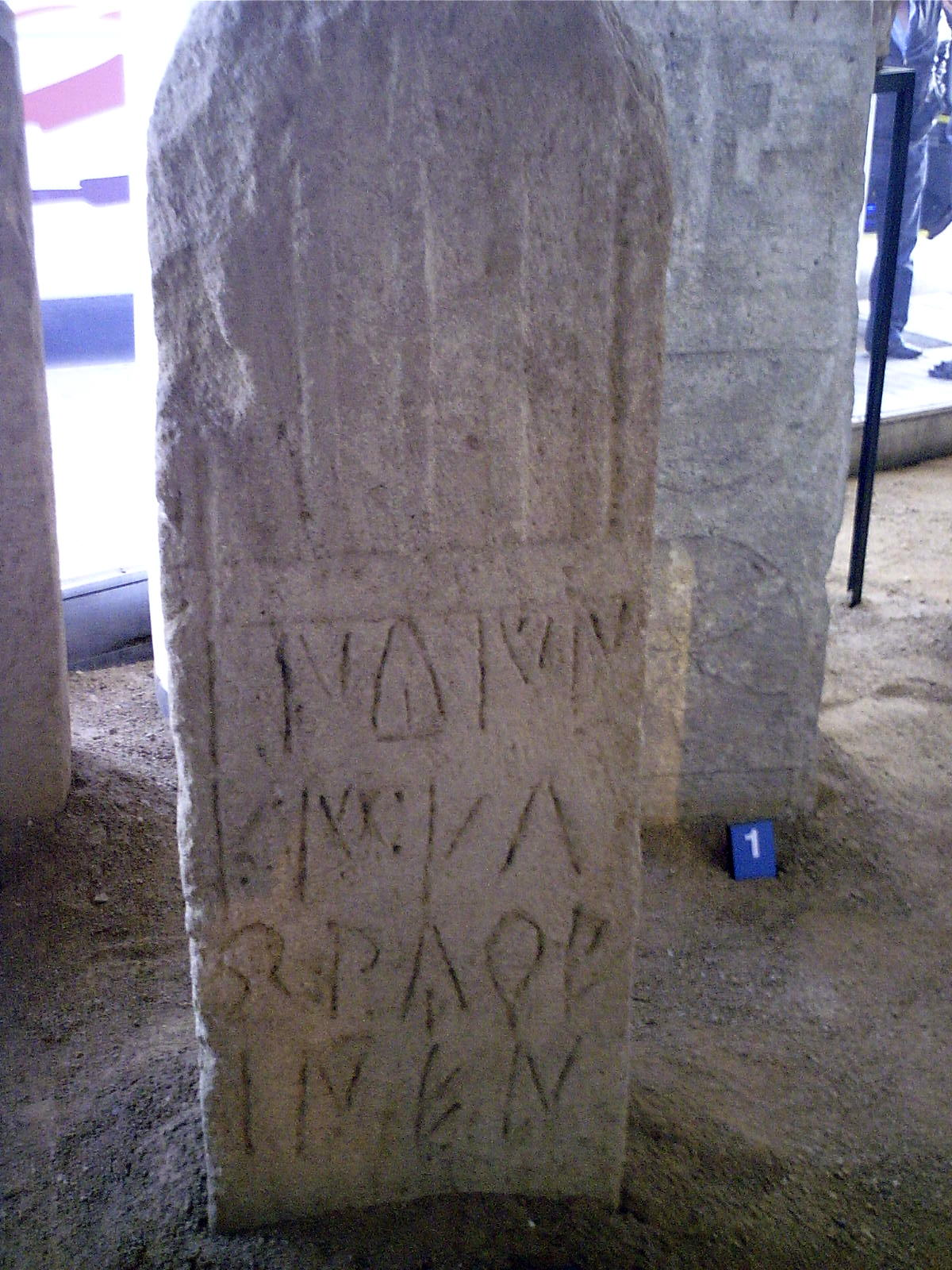
Estela de Badalona (Museu de Badalona)

Una estela (en grec antic: στήλη) és un monument commemoratiu, en forma de làpida o pedestal, que s'erigeix sobre la terra. Normalment són monolítiques, de diversos materials petris i grandàries variades, i poden algunes arribar a grans dimensions.
A les esteles, s'inscrivien textos, signes, símbols, i figures, descrivint el perquè de la seva ubicació, i constitueixen importants documents per a arqueòlegs i historiadors, ajudats per especialistes en epigrafia.
Les esteles commemoratives, de caràcter funerari, han estat erigides -encara avui- des de dates remotes, per pobles de diverses cultures i regions. Porten una inscripció commemorativa, o un retrat del difunt, pintat o en relleu, i moltes vegades les dates de naixement i defunció de la persona difunta. La forma més senzilla d'estela és en una llosa de marbre llisa o un pilar on hi consta el nom.
Alguns exemples coneguts en són les anomenades pedres rúniques, aixecades als països escandinaus entre el 200 i el 1100. Són particularment nombroses a Suècia. L'estela d'Hammurabi, una pedra basàltica negra de dos metres d'alçada, on hi ha escrit el Codi d'Hammurabi. L'estela de la Calma a Catalunya, un megàlit que es va trobar l'any 1976 al Pla de la Calma, al massís del Montseny.